# Steinkisten von Cnoc-an-teallaidh

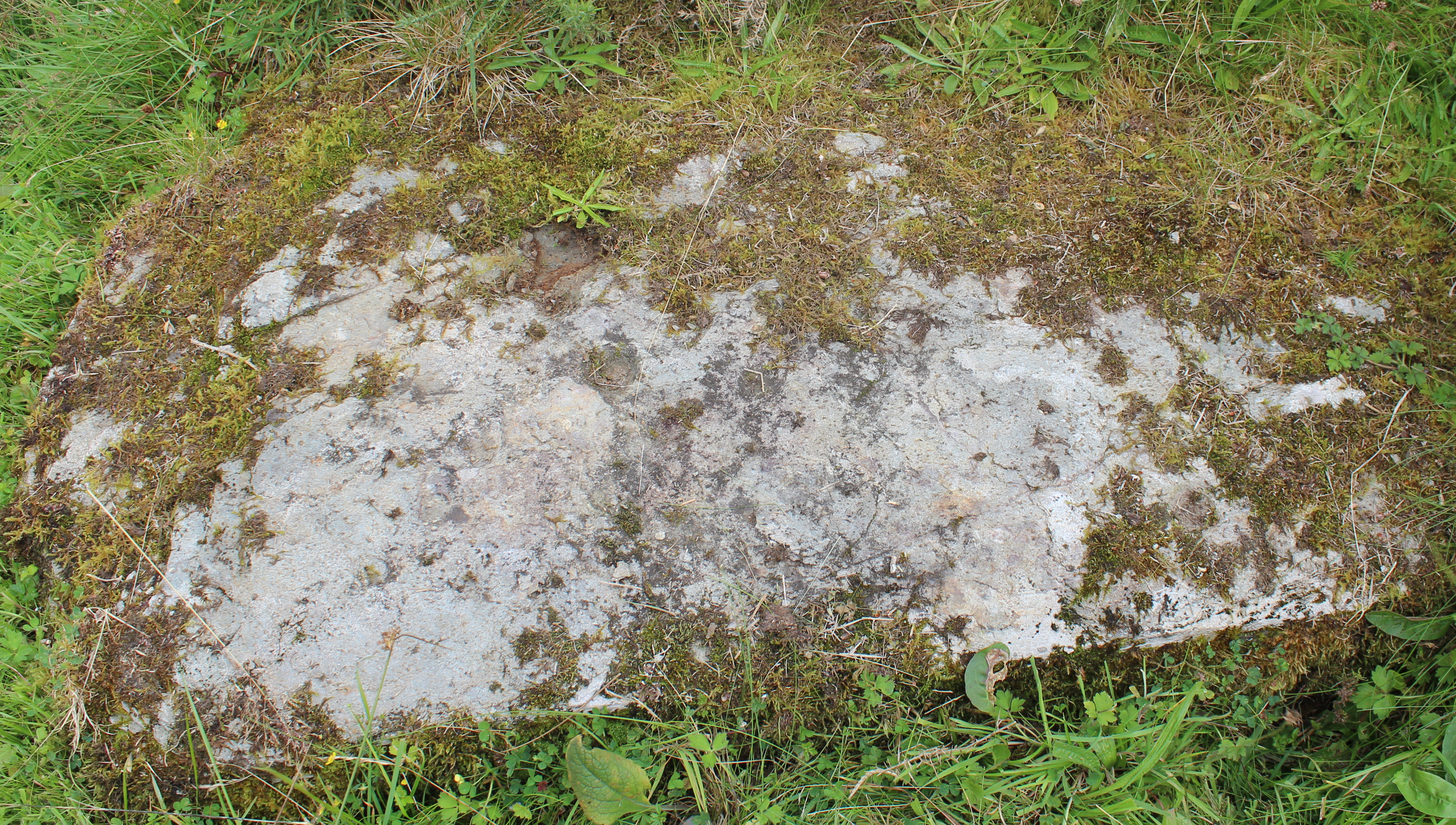
Deckstein

Die Steinkisten von Cnoc-an-teallaidh (auch Cnoc-an-tealiaidh) liegen westlich von Ri Cruin, südwestlich von Kilmartin in Argyll and Bute in Schottland.
Die drei Steinkisten von Cnoc-an-teallaidh wurden bei Kiesgrabungen entdeckt bzw. zerstört. Eine ist von einem Bagger zerschlagen worden, aber der große Deckstein mit 70 Schälchen überlebte. Eine Menge menschlicher Knochen, größtenteils eingeäschert, wurde in der Höhle im Kies, wo das Grab gewesen war, wiedergefunden. Ein paar Schritte nördlich lag eine kurze Kiste, die eine gehockte Beisetzung und einen Becher enthielt. Südlich dieser Kiste lag eine 1,35 m lange Steinkiste mit einem Gefäß. 
Etwa 300 m nördlich liegt die 1,3 × 0,6 × 0,75 m messende Steinkiste von Bruach-na-cuirte am Rande eines Steilhangs. In der seitlich offenen Kiste wurden keine Funde gemacht. Ein oder zwei Gruben mit kurzen Platten wurden, an die Abdeckung angrenzend, auf der darüber liegenden Ebene gefunden.
In der Nähe liegen die Steinkisten von Poltalloch.